# All the Way… A Decade of Song
All the Way… A Decade of Song ist ein Best-of-Album der kanadischen Pop-Sängerin Céline Dion. Das Album wurde am 25. Oktober 1999 über das Label Epic Records veröffentlicht.
Mit über 22 Millionen verkauften Exemplaren zählt es zu den weltweit meistverkauften Musikalben.

## Produktion und Gastbeiträge
Auf dem Album sind sowohl einige von Dions größten englischsprachigen Erfolgstiteln sowie sieben neue Songs enthalten. Weltweit enthalten alle Ausgaben die Titel Beauty and the Beast, The Power of Love, Because You Loved Me, It's All Coming Back to Me Now, My Heart Will Go On und To Love You More. Zudem sind je nach Land drei bis vier weitere – vor allem in diesen Ländern erfolgreiche – Titel enthalten. Die deutsche Edition enthält Think Twice, Immortality und I'm Your Angel. Die neun zuvor bereits veröffentlichten Singles stammen damit aus den Alben Celine Dion (ein Titel), The Colour of My Love (drei Titel), Falling into You (zwei Titel), Let’s Talk About Love (zwei Titel) und These Are Special Times (ein Titel). Die Lieder That’s the Way It Is, If Walls Could Talk, The First Time Ever I Saw Your Face, All the Way Then You Look at Me, I Want You to Need Me und Live (for the One I Love) wurden für das Album neu aufgenommen.
Beauty and the Best ist ein Duett mit Peabo Bryson, Immortality entstand in Zusammenarbeit mit den Bee Gees. Mit All the Way, einem Duett mit Frank Sinatra, und I’m Your Angel, einem Lied mit R. Kelly, sind zwei weitere Titel auf dem Album enthalten, bei denen andere Künstler mitgewirkt haben.

## Titelliste
| #  | Titel                               | Songwriter                                                         | Produzent                                  | Länge | Album                          |
| -- | ----------------------------------- | ------------------------------------------------------------------ | ------------------------------------------ | ----- | ------------------------------ |
| 1  | The Power of Love                   | Candy de Rouge, Gunther Mende, Mary Susan Applegate, Jennifer Rush | David Foster                               | 4:48  | The Colour of My Love (1994)   |
| 2  | Beauty and the Beast                | Alan Menken, Howard Ashman                                         | Walter Afanasieff                          | 4:04  | Celine Dion (1992)             |
| 3  | Think Twice                         | Andy Hill, Peter Sinfield                                          | Christopher Neil, Aldo Nova                | 4:48  | The Colour of My Love (1994)   |
| 4  | Because You Loved Me                | Diane Warren                                                       | David Foster                               | 4:35  | Falling into You (1996)        |
| 5  | It’s All Coming Back to Me Now      | Jim Steinman                                                       | Jim Steinman, Steven Rinkoff, Roy Bittan   | 5:32  | Falling into You (1996)        |
| 6  | Immortality                         | Barry Gibb, Robin Gibb, Maurice Gibb                               | Walter Afanasieff                          | 4:12  | Let’s Talk About Love (1997)   |
| 7  | To Love You More                    | David Foster, Edgar Miles Bronfman junior                          | David Foster                               | 4:41  | The Colour of My Love (1994)   |
| 8  | My Heart Will Go On                 | James Horner, Will Jennings                                        | James Horner, Walter Afanasieff            | 4:42  | Let’s Talk About Love (1997)   |
| 9  | I’m Your Angel                      | R. Kelly                                                           | R. Kelly                                   | 5:31  | These Are Special Times (1998) |
| 10 | That’s the Way It Is                | Max Martin, Andreas Carlsson, Kristian Lundin                      | Max Martin, Kristian Lundin                | 4:03  | zuvor unveröffentlicht         |
| 11 | If Walls Could Talk                 | Robert John „Mutt“ Lange                                           | Robert John „Mutt“ Lange                   | 5:19  | zuvor unveröffentlicht         |
| 12 | The First Time Ever I Saw Your Face | Ewan MacColl                                                       | David Foster                               | 4:09  | zuvor unveröffentlicht         |
| 13 | All the Way                         | Jimmy Van Heusen, Sammy Cahn                                       | David Foster, René Angélil                 | 3:53  | zuvor unveröffentlicht         |
| 14 | Then You Look at Me                 | James Horner, Will Jennings                                        | David Foster, James Horner, Simon Franglen | 4:11  | zuvor unveröffentlicht         |
| 15 | I Want You to Need Me               | Diane Warren                                                       | Matt Serletic                              | 4:36  | zuvor unveröffentlicht         |
| 16 | Live (for the One I Love)           | Luc Plamondon, Riccardo Cocciante, Will Jennings                   | Humberto Gatica, David Foster              | 3:58  | zuvor unveröffentlicht         |

## Kommerzieller Erfolg

### Chartplatzierungen

#### Album
All the Way… A Decade of Song stieg am 29. November 1999 auf dem ersten Platz der deutschen Albumcharts ein, wo es sich sechs Wochen lang halten konnte. In den Billboard 200 debütierte All the Way… A Decade of Song in der Woche zum 4. Dezember 1999 auf Platz 3. Am 11. Dezember 1999 erreichte der Tonträger den ersten Platz der amerikanischen Albumcharts. Ferner erreichte das Album die Chartspitze in Australien, Belgien, Finnland, den Niederlanden und Norwegen.
| ChartsChartplatzierungen       | Höchstplatzierung | Wochen |
| ------------------------------ | ----------------- | ------ |
| Deutschland (GfK)              | 1 (27 Wo.)        | 27     |
| Kanada (MC)                    | 1 (15 Wo.)        | 15     |
| Österreich (Ö3)                | 1 (17 Wo.)        | 17     |
| Schweiz (IFPI)                 | 1 (27 Wo.)        | 27     |
| Vereinigte Staaten (Billboard) | 1 (89 Wo.)        | 89     |
| Vereinigtes Königreich (OCC)   | 1 (75 Wo.)        | 75     |

| ChartsJahrescharts (1999)    | Platzierung |
| ---------------------------- | ----------- |
| Deutschland (GfK)            | 53          |
| Österreich (Ö3)              | 47          |
| Schweiz (IFPI)               | 27          |
| Vereinigtes Königreich (OCC) | 12          |

| ChartsJahrescharts (2000)    | Platzierung |
| ---------------------------- | ----------- |
| Deutschland (GfK)            | 19          |
| Österreich (Ö3)              | 23          |
| Schweiz (IFPI)               | 6           |
| Vereinigtes Königreich (OCC) | 55          |

#### Singles
| Jahr | Titel                               | Höchstplatzierung, Gesamtwochen, AuszeichnungChartplatzierungen (Jahr, Titel, , Platzierungen, Wochen, Auszeichnungen, Anmerkungen) | Höchstplatzierung, Gesamtwochen, AuszeichnungChartplatzierungen (Jahr, Titel, , Platzierungen, Wochen, Auszeichnungen, Anmerkungen) | Höchstplatzierung, Gesamtwochen, AuszeichnungChartplatzierungen (Jahr, Titel, , Platzierungen, Wochen, Auszeichnungen, Anmerkungen) | Höchstplatzierung, Gesamtwochen, AuszeichnungChartplatzierungen (Jahr, Titel, , Platzierungen, Wochen, Auszeichnungen, Anmerkungen) | Höchstplatzierung, Gesamtwochen, AuszeichnungChartplatzierungen (Jahr, Titel, , Platzierungen, Wochen, Auszeichnungen, Anmerkungen) | Anmerkungen                            |
| Jahr | Titel                               | DE | AT | CH | UK | US | Anmerkungen                            |
| ---- | ----------------------------------- | --- | --- | --- | --- | --- | -------------------------------------- |
| 1999 | That’s the Way It Is                | DE8 (17 Wo.)DE | AT8 (5 Wo.)AT | CH5 (23 Wo.)CH | UK12 (13 Wo.)UK | US6 (28 Wo.)US | Erstveröffentlichung: 1. November 1999 |
| 2000 | Live (For the One I Love)           | — | — | CH82 (2 Wo.)CH | — | — | Erstveröffentlichung: 14. Februar 2000 |
| 2000 | The First Time Ever I Saw Your Face | — | — | — | UK19 (8 Wo.)UK | — | Erstveröffentlichung: 7. März 2000     |
| 2000 | I Want You to Need Me               | — | — | CH40 (6 Wo.)CH | — | — | Erstveröffentlichung: 15. Juli 2000    |

## Auszeichnungen für Musikverkäufe
All the Way… A Decade of Song wurde 2000 in Deutschland für über 1,05 Millionen verkaufte Einheiten mit siebenfach-Gold ausgezeichnet, damit gehört das Album zu den meistverkauften Musikalben in Deutschland. In den Vereinigten Staaten wurde das Album 2005 für über sieben Millionen verkaufte Einheiten mit siebenfach-Platin ausgezeichnet.
| Professionelle Bewertungen | Professionelle Bewertungen |
| -------------------------- | -------------------------- |
| Kritiken                   |                            |
| Quelle                     | Bewertung                  |
| allmusic                   | [ 22 ]                     |

| Land/Region                  | Auszeichnungen für Musikverkäufe (Land/Region, Auszeichnung, Verkäufe) | Verkäufe    |
| ---------------------------- | ---------------------------------------------------------------------- | ----------- |
| Argentinien (CAPIF)          | Platin                                                                 | 60.000      |
| Australien (ARIA)            | 5× Platin                                                              | 350.000     |
| Belgien (BRMA)               | 3× Platin                                                              | (150.000)   |
| Brasilien (PMB)              | Platin                                                                 | 250.000     |
| Deutschland (BVMI)           | 7× Gold                                                                | (1.050.000) |
| Europa (IFPI)                | 5× Platin                                                              | 5.000.000   |
| Finnland (IFPI)              | Platin                                                                 | (55.713)    |
| Frankreich (SNEP)            | 2× Platin                                                              | (600.000)   |
| Japan (RIAJ)                 | 2× Diamant                                                             | 2.000.000   |
| Kanada (MC)                  | Diamant                                                                | 1.000.000   |
| Neuseeland (RMNZ)            | 6× Platin                                                              | 90.000      |
| Norwegen (IFPI)              | 2× Platin                                                              | (100.000)   |
| Österreich (IFPI)            | Platin                                                                 | (50.000)    |
| Polen (ZPAV)                 | Platin                                                                 | (70.000)    |
| Schweden (IFPI)              | 2× Platin                                                              | (160.000)   |
| Schweiz (IFPI)               | 3× Platin                                                              | (150.000)   |
| Singapur (RIAS)              | Gold                                                                   | 5.000       |
| Spanien (Promusicae)         | 2× Platin                                                              | (200.000)   |
| Ungarn (MAHASZ)              | Gold                                                                   | (25.000)    |
| Vereinigte Staaten (RIAA)    | 7× Platin                                                              | 8.200.000   |
| Vereinigtes Königreich (BPI) | 4× Platin                                                              | (1.200.000) |
| Insgesamt                    | 3× Gold · 48× Platin · 3× Diamant ·                                    | 16.955.000  |

Hauptartikel: Céline Dion/Auszeichnungen für Musikverkäufe